# Disney Dingo : Extrême Skateboarding
Disney Dingo : Extrême Skateboarding (Disney's Extremely Goofy Skateboarding) est un jeu vidéo sorti en septembre 2001 pour PC. Il met en scène les personnages de Dingo et Max dans des exercices de skateboard. C'est le premier titre de la série Disney Sports.

## Système de jeu[1]
Le jeu propose plusieurs modes, dont la session de shred, la session technique et divers tutoriels. Le joueur peut incarner Dingo ou Max. Des tutoriels expliquent également comment réaliser une figure. Dingo ou Max commente les étapes du tutoriel ou des niveaux. Le jeu propose quatre mondes, chacun composé de trois niveaux ou lieux. Une clé est nécessaire pour passer au niveau suivant. Le joueur peut choisir un skateboard avant de commencer le jeu. Chaque niveau comporte deux objectifs : en terminant un, le joueur reçoit une clé. Des points sont attribués pour certaines figures réalisées, comme le 50/50, le nosegrind, l'unbelievable, le kickflip, etc.

## Sortie
Pendant une durée limitée, un CD-ROM de démonstration gratuit intitulé Disney's Extremely Goofy Skateboarding Preview était inclus avec les boîtes de céréales Kellogg's . Cette démo comprenait un niveau et plusieurs tutoriels expliquant comment réussir les figures. De plus, les paquets de Nuggets de poulet Perdue Dinosaur proposaient des offres permettant aux acheteurs de recevoir gratuitement la version complète du jeu sur CD-ROM.

## Réferences
1. ↑  (en) « Disney's Extremely Goofy Skateboarding », sur IGN (consulté le 14 mars 2025)